# Les Pêcheurs à la ligne (Rousseau)
Pour les articles homonymes, voir Les Pêcheurs à la ligne.
Les Pêcheurs à la ligne est un tableau du peintre français Henri Rousseau réalisé entre 1908 et 1909. Cette huile sur toile est un paysage naïf qui représente des pêcheurs devant des maisons que survole un aéroplane. Partie de la collection Jean Walter et Paul Guillaume, elle est conservée au musée de l'Orangerie, à Paris.